# فريدريك نيلسن (لاعب كرة قدم)
فريدريك نيلسن (7 فبراير 1998 - ) هو لاعب كرة قدم دانمركي في مركز الدفاع. لعب مع شيفيلد وينزداي.